# Belyta borealis
Belyta borealis är en stekelart som beskrevs av Whittaker 1931. Belyta borealis ingår i släktet Belyta, och familjen hyllhornsteklar. Arten är reproducerande i Sverige.